# Iwan Klun

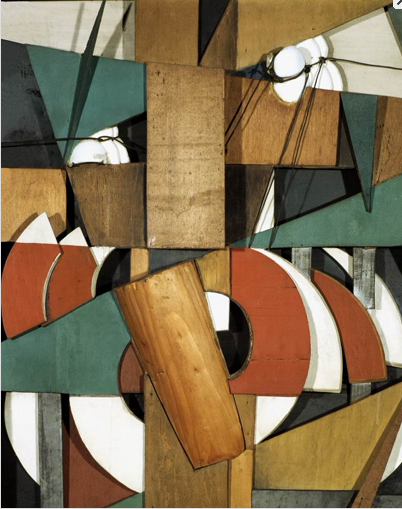
Biegający krajobraz, przed 1915

Iwan Klun (ros. Иван Васильевич Клюн, właściwie Klunkow), (ur. 20 sierpnia / 1 września 1873 we wsi Bol’szyje Gorki w guberni włodzimierskiej, zm. 13 grudnia 1943 w Moskwie – rosyjski malarz awangardowy, zwolennik Suprematyzmu i Konstruktywizmu.
Urodził się w rodzinie wiejskiego cieśli. W roku 1881 wraz z rodziną przeniósł się na Ukrainę, a stąd w roku 1890 do ziem polskich zaboru rosyjskiego. 
Studia artystyczne rozpoczął w Warszawie i w Kijowie, utrzymując się z zawodu księgowego. 
W roku 1898 zamieszkał w Moskwie, ucząc się 1990-1905 malarstwa w pracowniach Ilii Maszkowa, Fiodora Rehrberga i W. Fischera, a w latach 1907-1914 w Akademii Sztuk Pięknych w Sankt Petersburgu.
Początkowo znajdował się pod silnym wpływem symbolistów, zwłaszcza Michaiła Wrubla, od roku 1913 pod wpływem Malewicza przeszedł nagle na pozycje awangardy petersburskiej.
W latach 1910-1914 uczestniczył w wystawach grupy „Sojuz Mołodioży” wraz z Dawidem Burlukiem, Kazimierzem Malewiczem, Władimirem Tatlinem i innymi artystami awangardy.
W roku 1915 przystąpił do założonej przez Malewicza grupy “Supremus”. 
Po rewolucji październikowej został kierownikiem Centralnego Biura Wystaw Sztuk Pięknych przy Ludowym Komisariacie Oświaty, w latach 1918-1921 wykładał na Wchutiemasie. 
Do połowy lat dwudziestych XX wieku tworzył obrazy abstrakcyjne, później jego twórczość zdominowało malarstwo francuskie, kopiował nawet z reprodukcji obrazy Pablo Picasso, Juan Gris, Georges Braque. 
Od połowy lat trzydziestych zmuszony był zająć się malarstwem socrealistycznym, co nie przyniosło mu sukcesów.